# Ardumaniš
Ardumaniš (alternativ aber falsch Aspathines), Sohn des Vahauka, war ein persischer Adliger des Achämenidenreichs im 6. vorchristlichen Jahrhundert.

## Verschwörer
Ardumaniš war im Jahr 522 v. Chr. neben Otanes, Gobryas, Intaphrenes, Hydarnes, Megabyzos und Dareios einer der sieben Verschworenen gegen den Usurpator Gaumata. Er war neben Gobryas einer der ersten, der von Otanes in die heimliche Usurpation des Perserthrons durch die Magier eingeweiht wurde. Er selbst weihte darauf den Hydarnes ein. Während des Kampfes in den königlichen Gemächern wurde Ardumaniš durch einen Lanzenstoß am Oberschenkel verwundet. Hiernach ist von ihm nichts weiter bekannt.

## Name
In den Historien des Herodot wird die Person an der Stelle des Ardumaniš mit dem Namen Aspathines (griechisch: Ἀσπαθίνης) genannt, womit dem Autor offensichtlich ein Fehler unterlaufen ist, denn in der Behistun-Inschrift ist ohne Zweifel der korrekte Name des Verschwörers verzeichnet. Wahrscheinlich hatte Herodot ihn mit einem persischen Würdenträger namens Aspačanā, Sohn des Prexaspes, verwechselt, der als königlicher „Waffenträger“ am Grab des Dareios I. in Naqsch-e Rostam in einer Reliefdarstellung verewigt ist. Die Wiedergabe des korrekten Names des Ardumaniš ist damit die einzige aller Verschwörer bei der sich Herodot irrte.
In der Überlieferung des Ktesias gibt es weder einen Hinweis auf einen Ardumaniš noch Aspathines, stattdessen werden hier gänzlich andere und falsche Namen genannt.

## Nachkommen
Die Nachkommen des Ardumaniš stellten eine der Familien der sogenannten „sieben Perser“ des persischen Hochadels, den Nachkommen der sieben Verschworenen (einschließlich des Dareios). Nachkommen höherer Prominenz können ihm allerdings nicht zugeschrieben werden. Der von Herodot für das Jahr 480 v. Chr. genannte Flottenkommandant namens Prexaspes, Sohn des Aspathines, dürfte ein Sohn des Waffenträgers Aspačanā gewesen sein.